# Rudolf Schmidt
Rudolf Schmidt (Berlino, 12 maggio 1886 – Krefeld, 7 aprile 1957) è stato un generale tedesco, comandante della 2ª armata panzer sul fronte orientale durante la seconda guerra mondiale.

## Biografia
Dopo essere entrato nell'esercito imperiale tedesco nel 1906, partecipa come ufficiale cadetto alla prima guerra mondiale sia sul fronte orientale sia su quello occidentale.
Al termine della guerra viene promosso Hauptmann. Nel 1924 diventa maggiore e nel 1931 Oberstleutnant. Nell'ottobre 1934 viene promosso Oberst e gli viene affidato il comando del 13º reggimento di fanteria a Ludwigsburg.
Promosso generalmaggiore nell'ottobre 1937 sostituisce Maximilian von Weichs al comando della 1ª Panzer Division di stanza a Weimar.

### La Seconda Guerra Mondiale
Allo scoppio della seconda guerra mondiale partecipa all'invasione della Polonia e alla campagna di Francia.
A seguito dell'inizio dell'operazione Barbarossa viene nominato comandante della 2ª armata e viene trasferito sul fronte orientale dove partecipa alla battaglia di Mosca.
Il 25 dicembre 1941 viene nominato comandante supremo della 2ª armata panzer e nel gennaio successivo viene promosso Generaloberst.
Nonostante Hitler lo tenesse in grande considerazione nell'aprile 1943 venne sollevato dall'incarico dopo che la Gestapo trovò alcune sue lettere critiche contro il partito nazista.
Schmidt comparve di fronte alla corte marziale ma venne scagionato e trasferito al comando della riserva.
Catturato dall'Armata Rossa nel 1945 verrà deportato in Unione Sovietica e liberato solo nel 1955.